# 83
Évszázadok: i. e. 1. század – 1. század – 2. század
Évtizedek: 30-as évek – 40-es évek – 50-es évek – 60-as évek – 70-es évek – 80-as évek – 90-es évek – 100-as évek – 110-es évek – 120-as évek – 130-as évek
Évek: 78 – 79 – 80 – 81 –  82 – 83 – 84 – 85 – 86 – 87 – 88

## Események

### Római Birodalom
- Domitianus császárt (helyettese márciustól	Marcus Annius Messalla, májustól Lucius Tettius Iulianus, szeptembertől Lucius Calventius Sextius Carminius Vetus) és Quintus Petillius Rufust (helyettese Caius Fisius Sabinus, Terentius Strabo Erucius Homullus és Marcus Cornelius Nigrinus Curiatius Maternus) választják consulnak.
- Domitianus hadjáratot vezet a germán chattusok ellen és legyőzi őket. Az év végén Rómában diadalmenetet tart és felveszi a Germanicus melléknevet. A történetírók (pl. Tacitus) a hadjáratot fölöslegesnek, a diadalmenetet pedig nevetségesnek tartják, amelyhez germán rabszolgákat vásárolták, hogy hadifoglyokként felvonultassák őket.
- A hadjárat eredményeképpen kelet felé kitolják a római határt és elkezdik a germán limes kiépítését.
- Domitianus betiltja a rabszolgák kasztrálását és a meglévő eunuchok árát is lecsökkenti.
- A kaledóniai törzsek Calgacus vezetésével koalícióra lépnek a rómaiak ellen és mintegy 30 ezres sereget gyűjtenek. Cnaeus Iulius Agricola britanniai helytartó a Graupius-hegynél legyőzi őket, majd a borestusok földjeinek kifosztása után téli táborba vonul, hajóhadát pedig utasítja, hogy hajózza körbe Britanniát.

## Születések
- Vibia Sabina, Hadrianus császár felesége

## Halálozások
- Pomponia Graecina, Aulus Plautius hadvezér felesége, korai keresztény

## Fordítás
- Ez a szócikk részben vagy egészben  az   AD 83 című angol Wikipédia-szócikk ezen változatának fordításán alapul.  Az eredeti cikk szerkesztőit annak laptörténete sorolja fel. Ez a jelzés csupán a megfogalmazás eredetét és a szerzői jogokat jelzi, nem szolgál a cikkben szereplő információk forrásmegjelöléseként.